# الكلية التقنية بالدمام
الكلية التقنية بالدمام (بالإنجليزية: Dammam College of Technology)‏ هي كلية تقنية حكومية تقع في الدمام، شرق المملكة العربية السعودية، وقد تم تأسيسها في عام 1986م (1408هجري). تركز الكلية أساسًا على التدريب التقني والمهني لإعداد الطلاب للمهن. وهي واحدة من الكليات التقنية التي تحكمها المؤسسة العامة للتدريب التقني والمهني، المزود الحكومي للتدريب في المملكة السعودية.
في أبريل 2019، حصل متدرب من هذه الكلية على جائزة في معرض الاختراعات الدولي السابع والأربعين في جنيف، عن اختراع حول توليد الطاقة من الرمال.

## الهدف من إنشائها
السعي للريادة في التدريب التقني من خلال تهيئة بيئة تدريبية ذات جودة عالية تؤهل الخريج بمؤهل يمكنه من الانخراط في سوق العمل بكفاءة وفاعلية.

## البرنامج
تقدم هذه الكلية مجموعة متنوعة من برامج بمختلف الدرجات العلمية و بما في ذلك:
- التقنية الميكانيكية: وتشمل تخصصات الإنتاج، والتبريد والتكييف والمركبات، والأنظمة الهيدروليكية، والمعدات الثقيلة وآلات زراعية، وكهرباء السيارات.
- التقنية الكهربائية: وتضم تخصصات آلات ومعدات وقوى كهربائية، فهي تعد من تخصصات ذات أهمية في الكلية وتنال اهتمام كبير من الطلاب.
- التقنية الإدارية: وتشمل تخصصات المحاسبة، والتسويق والإدارة المكتبية، وإدارة المستودعات.
- التقنية السياحية والفندقية: وتضم تخصصات الفندقية، والسفر والسياحة وخدمات الضيافة وخدمات الطهي، وتعد من التخصصات تشكل أهمية كبرى.
- التقنية المدنية: والمعمارية وتشمل العمارة والمدني والمساحة، والتقنية الإلكترونية وتشمل الأجهزة الطبية، والإلكترونيات الصناعية.
- التقنية الكيميائية: وتضم تخصصات الإنتاج الكيميائي، والمختبرات الكيميائية، والكلية التقنية للتصنيع الغذائي وتشمل التصنيع الغذائي.
- التقنية الخاصة: التي تتضمن التطبيقات المكتبية وصيانة الحاسب الآلي، لفئة الصم ودعم المستفيدين والتطبيقات المكتبية على الحاسب للمعوقين بصريا.
- التقنية البيئية: وتضم تخصصات حماية البيئة وسلامة الأغذية وسلامه وصحه المهنية، بالإضافة إلى كلية التقنية لإنتاج الدواجن وإنتاج الحيوانات.
- التقنية الاتصالات: تضم تخصص الاتصالات، والكلية التقنية البيئة وتضم تخصصات حماية البيئة، وسلامة الأغذية، والكلية التقنية لإنتاج الغذائي وتشمل إنتاج الدواجن.

## المراكز
تم إنشاء مركز لخدمة المجتمع والذي يربط لربط المؤسسة العامة للتدريب التقني والمهني بالمجتمع لتقديم العديد من الأنشطة والبرامج لتطوير المتدربين، وبرامج تأهيلية للمتقدمين للوظائف.

## المكتبات والنوادي
يوجد فيها المكتبة العامة في الكلية والنادي الثقافي لتعزيز القراءة والمناقشة، تم إنشاء نادي التوستماسترز والذي يهدف إلى العديد من النقاط المهة وأهمها، تنمية وتطوير المهارات القيادية للمشاركين. ونادي مايكروسوف، ونادي الروبورت.

## عدد المتدربين
بلغ عدد المتدربين خلا السنة الأولى 153 متدرب، وأخذ بالتزايد حتى وصل إلى أكثر من 4818 متدرب.